# Yongji
Yongji is een stad in de provincie Shanxi in China, die tevens een arrondissement is in de prefectuur Yuncheng. Er wonen 48.000 mensen in Yongji (1990).
In Yongzi bevinden zich de gevangenis van Yongji, Yongji Dongcun heropvoeding door werk en 
Yuxiang heropvoeding door werk.